# Eliza Amelia Gore
Lady Eliza Amelia Gore, contessa di Erroll (... – 11 marzo 1916), è stata una nobildonna inglese.

## Biografia
Era la figlia del generale Charles Stephen Gore, e di sua moglie, Rachel Sarah Fraser.

## Matrimonio
Sposò, il 20 settembre 1848, il maggiore William Hay, XIX conte di Erroll, figlio di William Hay, XVIII conte di Erroll, e di sua moglie, Elizabeth FitzClarence. Ebbero sette figli:
- Lord Charles Hay, Lord Kilmarnock (10 ottobre 1850-12 ottobre 1850);
- Charles Hay, XX conte di Erroll (7 febbraio 1852-8 luglio 1927), sposò Mary Caroline L'Estrange, ebbero tre figli;
- Lord Arthur Hay (16 settembre 1855-11 maggio 1932);
- Lady Florence Hay (1858-15 maggio 1859);
- Lady Cecilia Leila Hay (4 marzo 1860-7 gennaio 1935), sposò il capitano George Allan Webbe, non ebbero figli;
- Lord Francis Hay (14 agosto 1864-24 settembre 1898);
- Lady Florence Agnes Adelaide Hay (31 maggio 1872-16 ottobre 1935), sposò Henry Gordon Wolrige, non ebbero figli.

Ha ricoperto la carica di Lady of the Bedchamber della regina Vittoria.

## Morte
Morì l'11 marzo 1916.